# Banisteriopsis carolina
Banisteriopsis carolina är en tvåhjärtbladig växtart som beskrevs av W. R. Anderson. Banisteriopsis carolina ingår i släktet Banisteriopsis och familjen Malpighiaceae. Inga underarter finns listade i Catalogue of Life.